# Henry Quezada
Henry Quezada – dominikański zapaśnik walczący w stylu wolnym. Zajął piąte miejsce na mistrzostwach panamerykańskich w 2002 i szósty w 2001. Brązowy medalista igrzysk Ameryki Środkowej i Karaibów w 2002 roku.